# Herennia agnarssoni
Espèce
Statut de conservation UICN

 DD  : Données insuffisantes
Herennia agnarssoni est une espèce d'araignées aranéomorphes de la famille des Araneidae.

## Distribution
Cette espèce est endémique de Guadalcanal aux Îles Salomon,.

## Description
La femelle holotype mesure 13,3 mm.

## Systématique et taxinomie
Cette espèce a été décrite par Kuntner en 2005.

## Étymologie
Cette espèce est nommée en l'honneur d'Ingi Agnarsson.

## Publication originale
- Kuntner, 2005 : « A revision of Herennia (Araneae:Nephilidae:Nephilinae), the Australasian coin spiders. » Invertebrate Systematics, vol. 19, no 5, p. 391–436.